# Caesia contorta
Caesia contorta là một loài thực vật có hoa trong họ Thích diệp thụ. Loài này được (L.f.) T.Durand & Schinz miêu tả khoa học đầu tiên năm 1894.